# Góry Kantegirskie
Góry Kantegirskie (ros.: Кантегирский хребет, Kantiegirskij chriebiet) – pasmo górskie azjatyckiej części Rosji (Kraj Krasnojarski), w środkowej części Sajanu Zachodniego. Rozciąga się na długości ok. 90 km. Najwyższy szczyt wznosi się na wysokość 2485 m n.p.m. (według innych danych 2429 m n.p.m.). Pasmo zbudowane jest z łupków krystalicznych i granitów. Zbocza są porozcinane licznymi dolinami erozyjnymi i porośnięte górską tajgą ciemną.